# Bernard Milleret
Pour les articles homonymes, voir Milleret.
Bernard Milleret, né Bernard Emmanuel Milleret le 23 novembre 1904 à Sainte-Savine et mort le 11 mars 1957 à Villiers-sur-Morin,, est un dessinateur et sculpteur français.

## Biographie

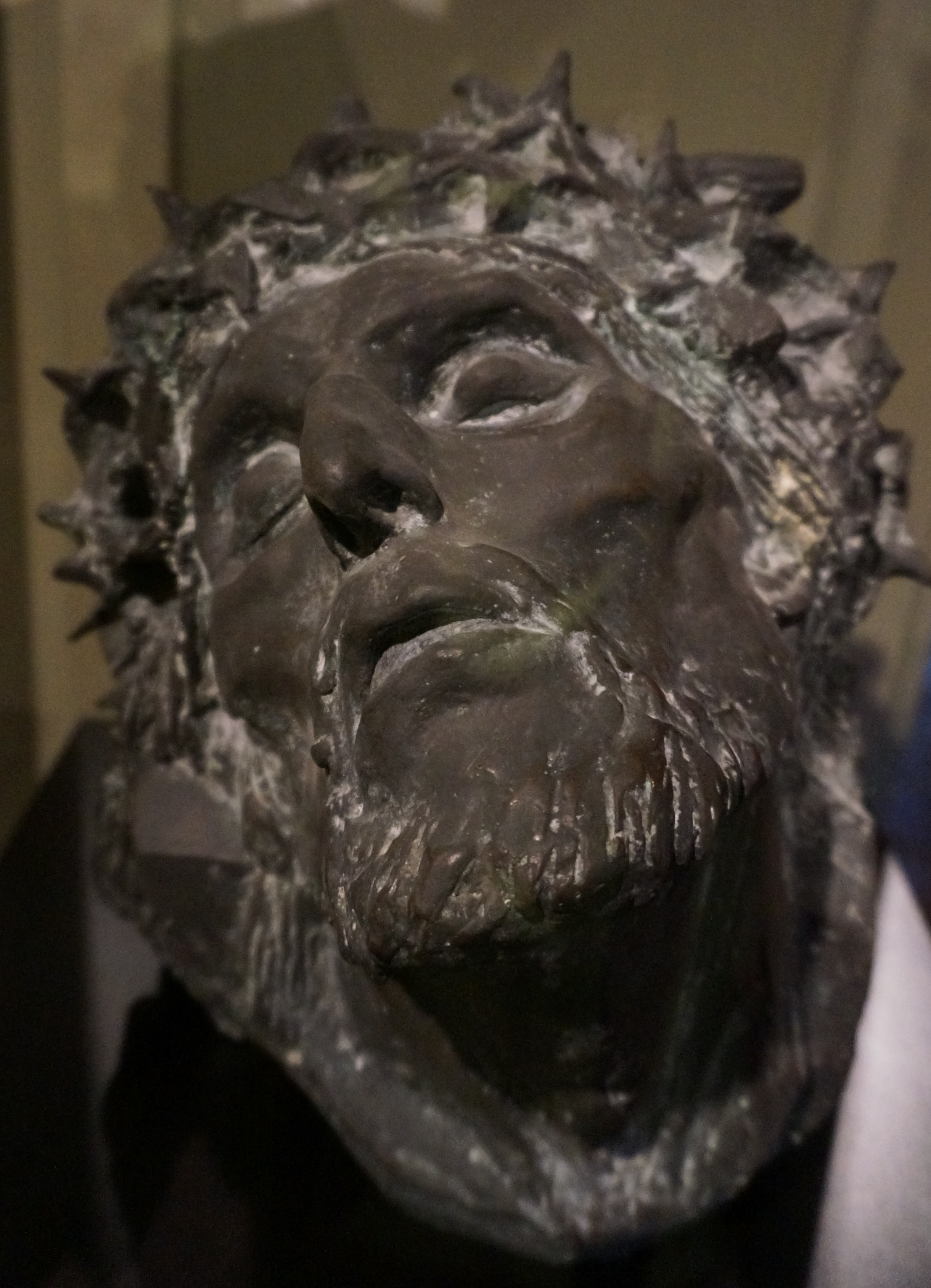
La tête du Christ mort 1931.

Ouvrier, Bernard Milleret suit des cours du soir pour apprendre le dessin et manifeste un talent incontestable pour la sculpture.
Il acquiert, tout en travaillant à l'usine, une vaste culture artistique.
Sa passion lui permet de changer de métier.
Il devient illustrateur aux Nouvelles littéraires. Il réalise des portraits d’auteurs et des illustrations pour Les Nouvelles littéraires, Les Lettres françaises, Action.
Il dessine, par exemple, le portrait de Dominique Aury au crayon en 1942-43.
Il rencontre sa future femme, Dominique Rolin, en 1946. Cette dernière a décidé de tout quitter, Belgique, mari, famille et enfant pour s’installer à Paris. Lors d’un cocktail donné aux éditions Denoël, à l’occasion de la sortie de son ouvrage Les Deux Sœurs, Dominique Rolin fait la connaissance d’un journaliste des Nouvelles littéraires qui lui confie avoir le projet de publier un article sur elle. Il lui précise qu’il aime que ses articles soient toujours joliment illustrés et qu’il fait régulièrement appel, pour cette tâche, à un dessinateur-sculpteur de talent, qui tient le rôle « d’illustrateur officiel » aux Nouvelles littéraires, Bernard Milleret. Rendez-vous est rapidement pris pour une séance de pose. Au mois d’avril 1947, elle quitte sa chambre de l’hôtel des Balcons pour s’installer avec lui dans son atelier de l'avenue de Châtillon.
En 1950, Dominique Rolin et Bernard Milleret, bien que démunis, vivent en effet quelques années de félicité entre l’avenue de Châtillon et Saint-Germain-des-Prés, au milieu de l’élite littéraire et artistique du moment. Les ouvrages de l’auteur n’apportant pas de rentrées régulières, c’est une époque où l’argent du couple provient plutôt des portraits d’auteurs et des illustrations que Milleret réalise périodiquement pour les diverses publications précitées.
Il épouse Dominique Rolin, en secondes noces, le 29 janvier 1955 dans le 14e arrondissement de Paris].
Bernard Milleret meurt d'un cancer en mars 1957. Le médecin qui soignait le sculpteur, J.-P. Méry, devient l'amant de Dominique Rolin.

## Postérité
L'émotion suscitée par la mort de Bernard Milleret conduira Dominique Rolin, trois ans plus tard, à écrire un superbe roman, Le Lit, porté à l'écran en 1982 par la réalisatrice Marion Hänsel.